# NGC 559
NGC 559（Caldwell 8）は、カシオペヤ座の方角にある散開星団である。散開星団NGC 637と+2.47等級の明るい変光星カシオペヤ座γ星の近くにある。